# 베젤

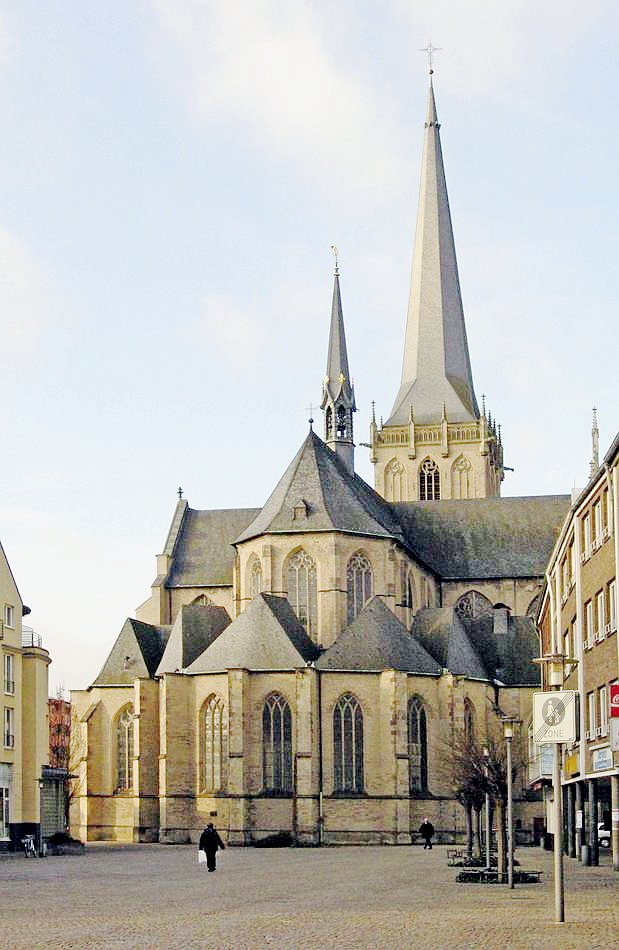
베젤 빌리브로르디 성당(Willibrordi-Dom)

베젤(독일어: Wesel)은 독일 노르트라인베스트팔렌주에 위치한 도시로 면적은 122.617 km2, 높이는 23 m, 인구는 60,595 명(2015년 12월 31일 기준), 인구 밀도는 490 명/km2이다. 리페강과 라인강이 합류하는 지점에 위치한다.

시기
시 문장

## 역사
8세기 프랑켄 장원들의 문헌에 처음으로 등장했다. 15세기에는 한자 동맹에 가맹하면서부터 교역의 중심지로 성장했다. 80년 전쟁이 진행 중이던 1590년부터 1594년까지는 스페인, 네덜란드 군대에 점령되기도 했다.
1805년 쇤브룬 조약이 체결되면서 프랑스에 할양되었다가 나폴레옹 전쟁에서 프랑스 군대가 패전하면서 프로이센에 편입되었다. 제2차 세계 대전 기간 동안에는 연합국 군대의 공습을 받았다.

## 자매 도시
- 미국 헤이거스타운
- 폴란드 켕트신